# Тварда
Тварда (пол. Twarda) — село в Польщі, у гміні Томашув-Мазовецький Томашовського повіту Лодзинського воєводства.
Населення — 574 особи (2011).
У 1975-1998 роках село належало до Пйотрковського воєводства.

## Демографія
Демографічна структура станом на 31 березня 2011 року:
|          | Загалом | Допрацездатний вік | Працездатний вік | Постпрацездатний вік |
| -------- | ------- | ------------------ | ---------------- | -------------------- |
| Чоловіки | 281     | 57                 | 192              | 32                   |
| Жінки    | 293     | 57                 | 175              | 61                   |
| Разом    | 574     | 114                | 367              | 93                   |